# Craugastor xucanebi
Craugastor xucanebi es una especie de Anura de la familia Craugastoridae, género Craugastor. Es endémico de Guatemala. La especie esta amenazada por destrucción de hábitat.

## Distribución y hábitat
Su área de distribución incluye el altiplano central de Guatemala, la sierra de los Cuchumatanes, sierra de las Minas, sierra de Xucaneb, entre otros. 
Su hábitat natural se compone de bosque montano y premontano donde vive en el sotobosque. Su rango altitudinal se encuentra entre 600 y 1300 m s. n. m.